# Bermering

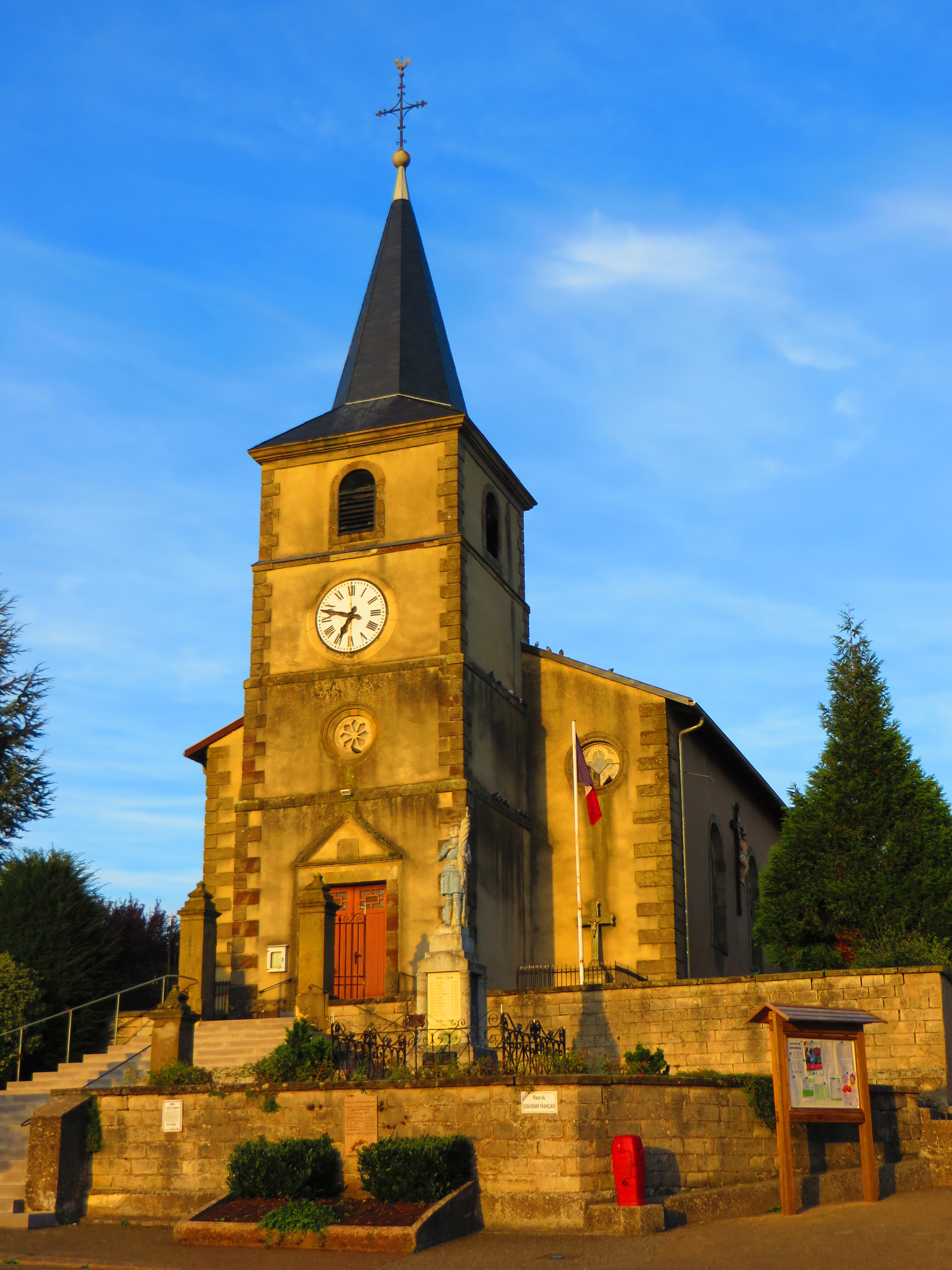
Kirche St. Martin

Bermering (deutsch Bermeringen) ist eine französische Gemeinde mit 201 Einwohnern (Stand 1. Januar 2022) im Département Moselle in der Region Grand Est (bis 2015 Lothringen). Sie gehört zum Arrondissement Sarrebourg-Château-Salins, zum Kanton Le Saulnois und zum Kommunalverband Saulnois.

## Geographie
Bermering liegt in Lothringen im Saulnois (Salzgau), an einem kleinen Bach, etwa 60 Kilometer südöstlich von Metz, 25 Kilometer nordöstlich von Château-Salins und zehn Kilometer westlich von Albestroff (Albesdorf) auf einer Höhe zwischen 229 und 282 Metern über dem Meeresspiegel, die mittlere Höhe beträgt 260 Meter. Das Gemeindegebiet umfasst 5,75 Quadratkilometer.

## Geschichte
Bermering wurde erstmals 927 als Vermeringa in pago Salminsi im Kopialbuch der Abtei Sankt Arnulf in Metz urkundlich erwähnt. 1034 wurde sie ebenda als Bermeringe erwähnt. Die Abteien Sankt Arnulf und Saint-Martin de la Glandière in Longeville-lès-Saint-Avold hatten Landbesitz in Bermering. Die Ortschaft war aufgeteilt zwischen dem Bistum Metz und dem Herzogtum Lothringen, und zwar zwischen der Kastellanei von Haboudange und der Bailliage von Morhange. Ab 1751 gehörte sie teilweise zur Bailliage von Dieuze.
1793 erhielt Bermering im Zuge der Französischen Revolution den Status einer Gemeinde und 1801 das Recht auf kommunale Selbstverwaltung. Es gehörte von 1801 bis 1871 zum früheren Département Meurthe, das 1871 in Département Meurthe-et-Moselle umbenannt wurde. 
Durch den Frankfurter Frieden vom 10. Mai 1871 kam die Region an das deutsche Reichsland Elsaß-Lothringen, und das Dorf wurde dem Kreis Château-Salins im Bezirk Lothringen zugeordnet. Die Dorfbewohner betrieben Getreidebau und etwas Weinbau. Ende des 19. Jahrhunderts wurde in Bermeringen nur Deutsch beziehungsweise Lothringer Platt gesprochen.
Nach dem Ersten Weltkrieg musste die Region aufgrund der Bestimmungen des Versailler Vertrags 1919 an Frankreich abgetreten werden und wurde Teil des Département Moselle.
Im Zweiten Weltkrieg war die Region von der deutschen Wehrmacht besetzt.

### Bevölkerungsentwicklung
| 1962 | 1968 | 1975 | 1982 | 1990 | 1999 | 2007 | 2019 |
| ---- | ---- | ---- | ---- | ---- | ---- | ---- | ---- |
| 289  | 305  | 288  | 285  | 233  | 223  | 238  | 220  |

## Wappen
Das Wappen der Gemeinde erinnert an die beiden Abteien, die Ländereien in Bermering besaßen. Es ist blau mit einem goldenen Adler, der für die Abtei Sankt Arnulf steht. Die Flügel des Adlers sind ausgebreitet. Um den Adler liegt ein rotes Chape (zwei Dreiecke, die wie ein Mantel eine Spitze umgeben), auf dem sich zwei silberne Eicheln befinden, die für die Abtei Saint-Martin de la Glandière stehen. Gland ist das französische Wort für „Eichel“.